# Yoko Shimada
Yōko Shimada (島田 陽子 Shimada Yōko?), född 17 maj 1953 i Kumamoto i Kumamoto prefektur, död 25 juli 2022 i Tokyo, var en japansk skådespelerska. För den västerländska publiken är hon troligen mest känd för rollfiguren Mariko i TV-serien Shōgun från 1980.